# Jacques Quétif
Jacques Quétif est un religieux dominicain français, historien et bibliographe de l’ordre des Dominicains, né à Paris le 6 août 1618, mort dans la même ville le 2 mars 1698 .

## Biographie
Entré dans l'ordre des Dominicains à 17 ans, il étudie la philosophie à Paris et la théologie à Bordeaux. En 1652, il devient bibliothécaire du couvent dominicain de la rue Saint-Honoré à Paris. Il entretient des relations avec le chancelier Séguier, qui lui confie sa bibliothèque et le choix de ses livres. Il est très consulté en tant qu'expert en droit canon. Ses connaissances et sa facilité à écrire le latin le font désigner par ses supérieurs pour écrire l'histoire de l’ordre. Inachevé lors de sa mort, son ouvrage est plus tard complété par Jacques Échard, qui le fait paraître sous le titre Scriptores ordinis praedicatorum recensiti notis historicis et criticis illustrati auctoribus en 1719-21.

### Biographie et sources
- « Jacques Quétif », dans Jean-Pierre Niceron, Mémoires pour servir à l'histoire des hommes illustres, chez Briasson, Paris, 1733, tome 24, p. 353-357 (lire en ligne)
- Louis-Gabriel Michaud, Biographie universelle ancienne et moderne, t. XXXIV, Paris, 1811.